# Bernice (cràter)
Bernice és un cràter d'impacte en el planeta Venus de 12,6 km de diàmetre. Porta el nom d'un antropònim grec, i el seu nom va ser aprovat per la Unió Astronòmica Internacional el 1997.